# Algorithme de Needleman-Wunsch
L'algorithme de Needleman-Wunsch est un algorithme qui effectue un alignement global maximal de deux chaînes de caractères. Il est couramment utilisé en bio-informatique pour aligner des séquences de protéines ou de nucléotides. L'algorithme a été présenté en 1970 par Saul Needleman et Christian Wunsch dans leur article A general method applicable to the search for similarities in the amino acid sequence of two proteins. 
L'algorithme de Needleman-Wunsch est un exemple de programmation dynamique, tout comme l'algorithme de Wagner et Fischer pour le calcul de la distance de Levenshtein auquel il est apparenté. Il garantit de trouver l'alignement de score maximal. Ce fut la première application de la programmation dynamique pour la comparaison de séquences biologiques.
Les scores pour les caractères alignés sont spécifiés par une matrice de similarité. Ici, {\displaystyle S(i,j)} est la similarité des caractères i et j. Elle utilise une 'pénalité de trou', appelée ici d.

## Exemple
Par exemple, si la matrice de similarité était
| - | A  | G  | C  | T  |
| - | -- | -- | -- | -- |
| A | 10 | -1 | -3 | -4 |
| G | -1 | 7  | -5 | -3 |
| C | -3 | -5 | 9  | 0  |
| T | -4 | -3 | 0  | 8  |

alors l'alignement: 
```
  AGACTAGTTAC
  CGA---GACGT
```

avec une pénalité de trou de -5, aurait le score suivant : 
```
  

  

    

      

        
S

        
(

        
A

        
,

        
C

        
)

        
+

        
S

        
(

        
G

        
,

        
G

        
)

        
+

        
S

        
(

        
A

        
,

        
A

        
)

        
+

        
3

        
×

        
d

        
+

        
S

        
(

        
G

        
,

        
G

        
)

        
+

        
S

        
(

        
T

        
,

        
A

        
)

        
+

        
S

        
(

        
T

        
,

        
C

        
)

        
+

        
S

        
(

        
A

        
,

        
G

        
)

        
+

        
S

        
(

        
C

        
,

        
T

        
)

      

    

    
{\displaystyle S(A,C)+S(G,G)+S(A,A)+3\times d+S(G,G)+S(T,A)+S(T,C)+S(A,G)+S(C,T)}

  

  

  

    

      

        
=

        
−

        
3

        
+

        
7

        
+

        
10

        
−

        
3

        
×

        
5

        
+

        
7

        
+

        
−

        
4

        
+

        
0

        
+

        
−

        
1

        
+

        
0

        
=

        
1

      

    

    
{\displaystyle =-3+7+10-3\times 5+7+-4+0+-1+0=1}

  

```

## Principe
Dans la suite on appelle A et B les chaînes de caractères à comparer.
Pour déterminer l'alignement de score maximal, un tableau bidimensionnel, ou matrice est utilisé. Cette matrice est parfois appelée matrice F, et ses éléments aux positions (i, j) sont notés {\displaystyle F_{ij}}. Il y a une ligne pour chaque caractère de la séquence A, et une colonne pour chaque caractère de la séquence B. Donc, si on aligne des séquences de taille n et m, le temps d'exécution de l'algorithme est O(nm), et l'espace mémoire utilisé est O(nm). (Cependant, il existe une version modifiée de l'algorithme, qui utilise un espace mémoire en O(m + n), mais a un temps d'exécution plus long). Cette modification est en fait une technique générale en programmation dynamique ; elle fut introduite dans l'algorithme d'Hirschberg (en)).
Au fur et à mesure de la progression de l'algorithme, {\displaystyle F_{ij}} se verra affecter le score optimal pour l'alignement des i premiers caractères de A avec les j premiers caractères de B. Le principe d'optimalité est appliqué comme suit.
```
  Base:
  

  

    

      

        

          
F

          

            
0

            
j

          

        

        
=

        
d

        
∗

        
j

      

    

    
{\displaystyle F_{0j}=d*j}

  

  

  

    

      

        

          
F

          

            
i

            
0

          

        

        
=

        
d

        
∗

        
i

      

    

    
{\displaystyle F_{i0}=d*i}

  

  Récursion, basée sur le principe d'optimalité :
  

  

    

      

        

          
F

          

            
i

            
j

          

        

        
=

        
max

        
(

        

          
F

          

            
i

            
−

            
1

            
,

            
j

            
−

            
1

          

        

        
+

        
S

        
(

        

          
A

          

            
i

          

        

        
,

        

          
B

          

            
j

          

        

        
)

        
,

        

          
F

          

            
i

            
,

            
j

            
−

            
1

          

        

        
+

        
d

        
,

        

          
F

          

            
i

            
−

            
1

            
,

            
j

          

        

        
+

        
d

        
)

      

    

    
{\displaystyle F_{ij}=\max(F_{i-1,j-1}+S(A_{i},B_{j}),F_{i,j-1}+d,F_{i-1,j}+d)}

  

```

Le pseudo-code de calcul de la matrice F est donné ici :
```
  for i=0 to length(A)-1
    F(i, 0) ← d*i
  for j=0 to length(B)-1
    F(0,j) ← d*j
  for i=1 to length(A)-1
    for j = 1 to length(B)-1
    {
      Choice1 ← F(i-1,j-1) + S(A(i), B(j))
      Choice2 ← F(i-1, j) + d
      Choice3 ← F(i, j-1) + d
      F(i, j) ← max(Choice1, Choice2, Choice3)
    }
```

Une fois que la matrice F est calculée, on voit que l'élément (i, j) correspond au score maximum pour n'importe quel alignement. Pour déterminer quel alignement fournit ce score, il faut partir de cet élément (i, j), et effectuer le 'chemin inverse' vers l'élément (1,1), en regardant à chaque étape à partir de quel voisin on est partis. S'il s'agissait de l'élément diagonal, alors A(i) et B(i) sont alignés. S'il s'agissait de l'élément (i-1,j), alors A(i) est aligné avec un trou, et s'il s'agissait de l'élément (i, j-1), alors B(j) est aligné avec un trou.
```
  AlignmentA ← ""
  AlignmentB ← ""
  i ← length(A) - 1
  j ← length(B) - 1
  while (i > 0 AND j > 0)
  {
    Score ← F(i, j)
    ScoreDiag ← F(i - 1, j - 1)
    ScoreUp ← F(i, j - 1)
    ScoreLeft ← F(i - 1, j)
    if (Score == ScoreDiag + S(A(i), B(j)))
    {
      AlignmentA ← A(i) + AlignmentA
      AlignmentB ← B(j) + AlignmentB
      i ← i - 1
      j ← j - 1
    }
    else if (Score == ScoreLeft + d)
    {
      AlignmentA ← A(i) + AlignmentA
      AlignmentB ← "-" + AlignmentB
      i ← i - 1
    }
    otherwise (Score == ScoreUp + d)
    {
      AlignmentA ← "-" + AlignmentA
      AlignmentB ← B(j) + AlignmentB
      j ← j - 1
    }
  }
```

```
  while (i > 0)
  {
    AlignmentA ← A(i) + AlignmentA
    AlignmentB ← "-" + AlignmentB
    i ← i - 1
  }
  while (j > 0)
  {
    AlignmentA ← "-" + AlignmentA
    AlignmentB ← B(j) + AlignmentB
    j ← j - 1
  }
```